# Marcus Aurelius
Marcus Aurelius (født Marcus Annius Verus 26. april 121, død 17. marts 180) var en romersk kejser og en stoisk filosof.

## Biografi
Marcus Aurelius, hvis familie havde rødder i provinsen Hispania, gjorde sig tidligt bemærket med sine religiøse og filosofiske interesser. Han blev som ganske ung adopteret af den senere kejser Antoninus Pius på anbefaling af kejser Hadrian. Fra 146 var han adoptivfaderens medregent og svigersøn. Han overtog tronen efter Antoninus Pius´s død i 161. Til 169 regerede han formelt sammen med sin adoptivbroder Lucius Verus. Hans biologiske forældre var Marcus Annius Verus og Domitia Lucilla.
Hans indre styre var en vellykket fortsættelse af forgængernes reformpolitik. Han gennemførte flere sociallove, forbedrede slavernes retssikkerhed, indførte fødselsattesten og prøvede at begrænse gladiatorkampene. Derimod blev udenrigspolitikken fra ca. 170 præget af krige med germanerne, og Romerrigets nedgangstid begyndte allerede her. Han førte næsten uafbrudt krige med germanerstammen markomannerne, som han med stor energi drev tilbage. Han døde i det nuværende Østrig efter et vellykket felttog.
Hans høje idealer og generelt sympatiske fremtræden var et vidnesbyrd om, at han alvorligt prøvede at leve efter sine ædle filosofiske tanker. Han fik tilnavnet "den ædleste af alle cæsarer" (kejsere).
Han anerkendte sin søn Commodus som tronfølger. Historikere har anset dette valg for at være tragisk, fordi Commodus og det efterfølgende dynasti forlod de værdier og idealer, som Marcus Aurelius havde kæmpet for. Han udnævnte Commodus til medregent i 166 og udnævnte ham til tronfølger i 177.
I traditionel historieskrivning ses han som den sidste gode kejser, og hans død ses ofte som enden på Pax Romana og begyndelsen på Romerrigets forfaldstid (som beskrevet i Edward Gibbons bog Romerrigets undergang og fald (The Decline and Fall of the Roman Empire). Flere romerske kejsere som Caracalla og Heliogabalus erklærede, at de havde ham som forbillede, og de tog hans navn. Det skabte nogen forvirring i kejserrækken.

## Filosofi
Marcus Aurelius var kendt som "filosoffen på kejsertronen". Han skrev en lang række stoiske aforismer (samlet i værket Tanker til sig selv (egentlig ”Det til sig selv”, gr. ”Ta eis heauton” (Τὰ εἰς ἑαυτόν)). Han skrev på græsk, da han var grækofil (dvs. en elsker af alt græsk). Han skrev og talte græsk og anlagde fuldskæg efter græsk skik, ligesom mange andre romerske kejsere efter Hadrian gjorde.
”Tanker til sig selv” blev ikke skrevet med offentliggørelse for øje, men – som titlen siger – til sig selv. Han skrev dem ”til sin egen opbyggelse,” som Johannes Sløk udtrykker det. De var ment som formaninger og trøst til sig selv midt i livets modgang. Stilen er brudstykkeagtig og uensartet: Der er strøtanker, korte overvejelser, opbyggelige betragtninger, mindre analyser og retoriske udbrud, men alt sammen befinder sig inden for en stoisk tankegang.
I hans filosofi genfindes nogle hovedtræk i stoicismen: tanken om det ordnede verdensalt (verdensordningen, kosmos), tanken om den altgennemtrængende, ordnende verdensfornuft (verdensstyrelsen, logos), og formaningen om at møde livets skæbneslag med en værdig holdning, med stoisk ro. Betydningen af hans filosofi for eftertiden ligger først og fremmest i dens værdi som praktisk livsvejledning.
Her er nogle citater fra ”Tanker til sig selv”, som giver et indtryk af hans filosofi:
- ”Når du tænker dig kosmos, så må du altid forestille dig det som en enhed, en levende enhed, der i sig har en fælles væren og en fælles sjæl; og hvordan alle ting i verden er genstand for en fælles fornemmelse, kosmos´s nemlig.” (IV,40.)[6]

- ”En agurk er bitter – så lad være med at spise den. En tjørn gror ud på vejen – så gå uden om den. Mere behøves ikke; lad være at himle op derover: ’At dog sådant kan ske under verdensstyrelsen!’ Du vil da kun blive til latter for en kender af verdensordningen. Ligesom du ville blive til latter for en snedker eller en skomager, hvis du kritiserede, at der lå høvlspåner i værkstedet eller læderstumper af fodtøj, der var under udarbejdelse.” (VIII,50.)[7]

- ”Når du støder på en uforskammethed hos en person, så spørg lige straks dig selv: ’Kan der lade være med at eksistere uforskammede personer i verden? Nej, det kan der ikke; forlang så ikke det umulige. Dette menneske er jo netop en af hine uforskammede, som nødvendigvis må eksistere i verden.’ ” (IX, 42))[8]

- ”Når du vågner om morgenen, så sig til dig selv, og forehold dig: ’Jeg skal i dag holde møde med en næsvis herre, med en utaknemmelig person, med en tølper, med en lumskepeter, en krakiler, en egoist, og så videre. Men alt det er overgået disse mennesker kun af uvidenhed om, hvad der er godt, og hvad der er ondt.’ ” ((II,1))[9]

- ”Du skal ligne klippen i havet. Bølge på bølge slår imod den, men den står fast, og de skummende vande lægger sig ved dens fod.” (VI,49))[10]

- ”Det ligger i din natur som menneske – sandt menneske – at elske også dem, som forsér sig mod dig. Det kan du, når du samtidig husker, at også han er din broder, at han fejler af uvidenhed, og altså uden at ville det, at om en kort stund vil I begge være døde, og frem for alt: at han ikke har skadet dig, thi det inderste og egentlige jeg i dig har han ikke gjort ringere end det i forvejen var.” (VII, 22))[11]

- ”Ikke tingene, kun den mening, vi har om tingene, betyder noget. Og den mening beror på dig selv; når du vil, kan du aflægge den.” (XII, 22))[12]

- ”Sådanne tanker som du oftest har, sådan vil din tænkemåde blive. Thi sjælen tager farve af de tanker, hvormed den overskylles.” (V, 16))[13]

## Marcus Aurelius i kulturen
- Alec Guinness spillede Marcus Aurelius i filmen Romerrigets Fald fra 1964.
- Richard Harris spillede Marcus Aurelius i Ridley Scotts film Gladiator fra 2000.